# قمر له ليالي (أغنية)

داوود حسني (1870 - 1937)

قمر له ليالي أغنية للموسيقار المصري داود حسني (1870 – 1937) وهو من عائلة مصرية من طائفة اليهود القرائين واسمه الأصلي (دافيد حاييم ليفي)، والكلمات للشاعر أحمد عاشور سليمان.

## كلمات الأغنية
قمر له ليالى يطلع لن يبالى
على البستان ينور فيهم ليل يا ليلة
قمر والأمارة في نوره سهارة
ضيه له عجايب زينة للكواكب
يا محلا طلعوه ليالي جميلة
بدر وهو طالع على الأحباب ساطع
فيه تصفى قلوبهم ويحلى كلامهم
في رؤية جمالهم في احسن وسيلة
إن غاب عنى حبى اشكي النار لربي
واصبر فؤادي واحفظ له ودادي
وإن شوفته خاصمني اعمل ألف حيلة 

## خصائص الأغنية
الأغنية في قالب الطقطوقة، وهذا اصطلاح يعني الأغنية الخفيفة وتتطلب نوعا خاصا في التلحين وكتابة الزجل والإلمام بالقواعد النغمية للمقام الذي تلحن فيه.
اختار داوود حسني المقام الشرقي (الراست) الميال إلى الفرح، والجمل اللحنية الأربع الأولى تراوح مكانها في أربع درجات من سلّم الراست. تُبنى الثانية على الأولى، ثم تنتهي حيث تبدأ الثالثة، ثم تأتي الجملة الرابعة الاستنتاجية. هذا التوتر النغمي القصير والبسيط. جاءت عبقرية الأغنية من سهولة الحفظ والتعلُّق بالذاكرة.

## عن الملحن
تعلّم داود العود في المنصورة على يد المعلّم محمّد شعبان، أستاذ «عبده الحمولي». وبدأ يغنّي أدواراً من ألحان محمّد عبد الرّحيم المسلوب والحمولي ومحمّد عثمان، قبل أن يلحن دوره الأول، دور «أسير العشق»، وهو في العشرين من عمره. هكذا بات ملحناً متمكناً للأدوار، واستحق مع إبراهيم القبّاني خلافة الحمولي وعثمان في هذا المجال. وبالفعل فقد لقب بالفنان ذي الأذن الذهبية واستحوذ على رعاية محمد عثمان الذي اعتبره ابناً روحياً وكان يسند اليه فرقته الكبيرة لإحياء حفلاته الخاصة.

## نسخ الأغنية
حامد مرسي: أشهر نُسخ الأغنية المغناة بصوت حامد مرسي، وهي الأكثر احتفاءً بالزخارف الصوتية، حيث تحتشد العُرَب في نهاية كل شطر ومع حروف المد بمهارة مرسي ومحاكاته بهجة الطقطوقة، محققًا أعلى إفادة من مساحات الارتجال. كما يُلاحَظ أنه يغني وكأنّه يشد نهايةَ الشطر نغميًّا وإيقاعيًّا إلى نهاية المازورة في النوتة ثم يثبتها بالعُرَب. براعة حامد مرسي ومعرفته بأصول الغناء، وعلى وجه الخصوص القديم منه، جعلها أهم نسخة.
محمد العزبي: توزيعها تميز بخطوط نغمية مضافة إلى اللحن في المقدمة والفواصل، وفي مصاحبة صوت العِزَبي. كما جاءت كلها في مقام الراست كامتدادات طبيعية للحن، وتميزت بحكم الزمن باستخدام الأورج (الكيبورد) بصوت أرجن الجاز.
فرقة الموسيقى العربية للتراث: (تأسست عام 2003 بهدف الحفاظ علي التراث والموروث الموسيقي العربي) غناء سوزان مهدي يقتصر على قليلٍ من أنصاف النغمات الزائدة مع تركيزها على شكلٍ من أشكال الأداء الحركي البسيط المصاحب للغناء.
سمير الإسكندراني: النسخة الوحيدة التي تعتمد على توزيع مختلف وجملٍ لحنية افتتاحية جديدة. تنتهي المقدمة من الجيتار ويبدأ الاورج عزف اللحن الأساسيّ للأغنية في مقام الراست. بعد ثلاث دقائق ونصف من هذا التسجيل لنسخة الاسكندراني، تنطلق الفرقة في تنويعة قصيرة على اللحن الأساسي. صوت الاسكندراني هو الأغلظ من أصوات معظم مشاهير الطرب المصري الذين سبقوه إلى غناء هذه الطقطوقة.
هاني شاكر: غناها في شبابه مع اوركسترا بقيادة رتيبة الحفني.
نسخ أخرى: مادونا اللبنانية – اياد اسدي – اجلال المنيلاوي – خيرية الغرياني - وجيه فهمي مع كورال الأصالة - أصيل شمس الدين مع كورال الأصالة – حكيم – غناء كورال فرقة ام كلثوم وقيادة الاوركسترا حسين جنيد - فريد المصري (فريد جورجي خوري) - كورال قصر التذوق للموسيقى العربية.
ويرى البعض ان الأداء الغنائي الجماعي يقلل من متعة الأداء وأيضاً متعة الاستماع حيث يضطر الكورال بالالتزام ليتجانس مع بعضه البعض ولا يمكن لمغني الكورال الابداع الادائي.

## وصلات خارجية
https://www.idref.fr/192857568 قمر له ليالي (أغنية)
https://www.youtube.com/watch?v=6UwM2HBkK04 قمر له ليالي (أغنية)
https://www.youtube.com/watch?v=IFiQ_JmUx2E قمر له ليالي (أغنية)
https://www.youtube.com/watch?v=46Ny11rA7Jk قمر له ليالي (أغنية)
https://www.youtube.com/watch?v=9VgegorD3xM قمر له ليالي (أغنية)
https://www.youtube.com/watch?v=1C2Yms1ZMyw قمر له ليالي (أغنية)
https://www.youtube.com/watch?v=OFO1PMGQV1Q قمر له ليالي (أغنية)
https://www.youtube.com/watch?v=B8OMsUWrIeI&t=13s قمر له ليالي (أغنية)
https://www.youtube.com/watch?v=BmAP0lBWzdo قمر له ليالي (أغنية)
https://www.youtube.com/watch?v=8zHvoU3com4 قمر له ليالي (أغنية)
https://www.youtube.com/watch?v=patWsu1aJog قمر له ليالي (أغنية)
https://www.youtube.com/watch?v=DTt1yyYWE6g قمر له ليالي (أغنية)
https://www.youtube.com/watch?v=EwI2a0Egb7Q قمر له ليالي (أغنية)